# 王其清
王其清（1923年—2013年12月16日），山东省黄县人，中华人民共和国政治人物。
早年参加第二次国共内战，担任山东省胶东行政公署、黄县政府科员。1945年11月15日，到东北鹤岗接收矿山，后担任黑龙江省鹤岗矿务局局长。之后升任伊春林管局副局长、吉林森管局副局长、吉林省林业厅副厅长，兼任吉林林学院副院长。2014年去世。